# Шатырбай
Шатырбай (каз. Шатырбай, до 1993 г. — Весёлое) — село в Саркандском районе Жетысуской области Казахстана. Административный центр и единственный населённый пункт Шатырбайского сельского округа. Код КАТО — 196059100.

## Население
В 1999 году население села составляло 1007 человек (524 мужчины и 483 женщины). По данным переписи 2009 года, в селе проживал 741 человек (393 мужчины и 348 женщин).